# Northville (Dakota del Sud)
Northville és una població dels Estats Units a l'estat de Dakota del Sud. Segons el cens del 2000 tenia 124 habitants.

## Demografia
Segons el cens del 2000, Northville tenia 124 habitants, 47 habitatges, i 33 famílies. La densitat de població era de 126 habitants per km².
Dels 47 habitatges en un 40,4% hi vivien nens de menys de 18 anys, en un 68,1% hi vivien parelles casades, en un 2,1% dones solteres, i en un 27,7% no eren unitats familiars. En el 23,4% dels habitatges hi vivien persones soles el 12,8% de les quals corresponia a persones de 65 anys o més que vivien soles. El nombre mitjà de persones vivint en cada habitatge era de 2,64 i el nombre mitjà de persones que vivien en cada família era de 3,21.
Per edats la població es repartia de la següent manera: un 33,1% tenia menys de 18 anys, un 2,4% entre 18 i 24, un 25,8% entre 25 i 44, un 20,2% de 45 a 60 i un 18,5% 65 anys o més.
L'edat mediana era de 37 anys. Per cada 100 dones de 18 o més anys hi havia 102,4 homes.
La renda mediana per habitatge era de 38.250 $ i la renda mediana per família de 41.250 $. Els homes tenien una renda mediana de 23.750 $ mentre que les dones 21.875 $. La renda per capita de la població era de 14.140 $. Entorn del 6,7% de les famílies i el 9,1% de la població estaven per davall del llindar de pobresa.

## Poblacions més properes
El següent diagrama mostra les poblacions més properes.